# Petr Elbogen
Petr Elbogen (* 12. května 1935, v Praze) je bývalý československý atlet, výškař. Jeho osobním rekordem je 205 cm, tohoto výkonu dosáhl stylem stredl v roce 1958.
Jako 5. muž historie československé atletiky (od roku 1887) překonal magickou hranici 200 cm (a 201 cm v roce 1957).

## Soutěže
V letech 1958–1961 reprezentoval Československo v 5 mezistátních lehkoatletických utkáních.
Umístění na Mezinárodním memoriálu Evžena Rošického v Praze: v roce 1957 páté místo, 1958 první, 1959 třetí, 1960 pátý, 1961 opět pátý, 1963 šestý.
Na Mistrovství Evropy v atletice 1958 ve Stockholmu skončil na 7. místě výkonem 202 cm.